# Václav Butta
Václav Butta (26. listopadu 1888 – 25. října 1968 Praha) byl strojní inženýr a majitel firmy Ing. Butta a Götzl, mecenáš a sběratel umění.

## Život
Narodil se v Praze na Novém Městě v rodině lékaře MUDr. Richarda Butty (†1912)) a jeho manželky Františky, rozené Strnadové.
Po absolvování Vyšší průmyslové školy v Praze (strojního a elektrotechnického oddělení) a Obchodní školy Na Poříčí (také 3měs. voj. služby, po níž byl branné povinnosti zproštěn) nastoupil v roce 1911 do Škodových závodů, kde pracoval na projektování, stavbě a rekonstrukcích cukrovarů na různých místech mocnářství. Na podzim 1917 mu bylo uděleno oprávnění užívat označení "inženýr".
Dne 18. února 1917 se v Praze u sv. Jiljí oženil s Aloisií Meisslerovou (*1897).
Václav Butta byl majitelem velkoobchodní firmy Ing. Butta a Götzl  (roku 1948 znárodněné pod názvem n.p. Technomat, od roku 1988 v likvidaci). Kromě své sběratelské činnosti získal část uměleckořemeslné sbírky z rodinného majetku své ženy Aloisie, rozené Meisslerové (rodina vlastnila až do asanace Starého Města pivovar U Zlaté štiky a od josefinských reforem do r.1866 statek a pivovar Práče). Již ve 30. letech se podílel na činnosti Společnosti sběratelů a přátel umění a na Sdružení přátel Moderní galerie. Jako člen Obchodní živnostenské komory a Kuratoria Uměleckoprůmyslového muzea věnoval v letech 1934 a 1947 UPM významnou sbírku skla.
Butta byl skutečným znalcem umění. Během své dovolené roku 1935 objevil na zámku v Zákupech dosud neznámou pozdně gotickou malbu Bernharda Strigela Ukřižování a upozornil na ni Antonína Matějčka (nyní Národní galerie Praha). Korespondoval si mj. s kunsthistorikem Kroměřížské obrazárny A. Breitenbacherem.
V letech 1941–1948 byla nejcennější část jeho sbírky, čítající kolem 30 obrazů starého nizozemského a českého umění, deponována a vystavena v Národní galerii. Zbylou část sbírky, zejména soudobé umění a umělecké řemeslo, rodina přesunula do svého domu v Ratajích nad Sázavou, aby ji chránila před bombardováním. Od roku 1945 Butta usiloval získat pro sbírku zvláštní ochranu. Díky přímluvě Antonína Matějčka i vedení Národní galerie požívala sbírka poválečný status zvláštní památkové ochrany. Část sbírky zůstala po roce 1948 v Buttově znárodněném podniku Technomat, než se mu po dvou desetiletích podařilo alespoň její část převést do Národní galerie. O zbylou část kolekce, kterou měla rodina ve své vile v Ratajích, přišla v procesu komunistického "omezování a zatlačování vykořisťovatelských tříd" v 50. letech.
V srpnu 1959 byl Václav Butta, tehdy již 71letý a zdravotně postižený po mozkové mrtvici, spolu se svou ženou Aloisií a dcerou Helenou obviněn, že ukrýval svůj movitý majetek před znárodněním a vyhýbal se zaplacení daně 436 600 Kč. Butta ani neměl z čeho tuto tzv. milionářskou daň zaplatit, protože jeho podnik byl znárodněn a jemu jako jediný majetek zbyla sbírka obrazů. Za jeho další provinění byly považovány prodejní a zápůjční smlouvy s různými institucemi. Souběžně s ním byl souzen i ředitel Uměleckoprůmyslového muzea Emanuel Poche, údajně za předražený nákup předmětů z Buttovy sbírky. Butta byl obviněn z "rozkrádání majetku v socialistickém vlastnictví a spekulace" a odsouzen k pěti letům vězení nepodmíněně a propadnutí majetku. Jeho manželka dostala trest 3,5 roku a dcera 2,5 roku nepodmíněně. Zároveň dostal jednoroční nepodmíněný trest referent národního výboru Jan Vyčichlo, který údajně Buttu varoval před domovními prohlídkami, a pro tento zvláště společensky závažný zločin si trest odpykal v Jáchymovských uranových dolech.
Václav Butta strávil trest ve vězeňské nemocnici Ministerstva vnitra v Ilavě a roku 1963 byl ze zdravotních důvodů propuštěn. Když se v domácím prostředí částečně zotavil, již roku 1965 nabídl Národní galerii poslední zbylou sochu ze svých sbírek – sádrový originál autoportrétu Josefa Václava Myslbeka, deponovaný u jeho švagrové Jany Buttové. V závěru života Butta ještě usiloval o převod části své sbírky, která byla znárodněna spolu s jeho firmou a zůstala v národním podniku Technomat. Jednalo se o kresbu Jana Zrzavého, obraz Rudolfa Kremličky, obraz Václava Špály a soubor grafických listů Maxe Švabinského (z nich Národní galerie nepřevzala portrét T.G. Masaryka a E. Beneše a ani obraz V. Špály). Zemřel v Praze a byl pohřben do rodinné hrobky na Olšanských hřbitovech
Konfiskované obrazy z Buttovy sbírky byly převedeny do Národní galerie, předměty uměleckého řemesla, jako keramika, sklo a kovy jsou ve sbírce Uměleckoprůmyslového muzea v Praze. V restitučním řízení roku 1993 byla sbírka navrácena dědicům – dceři a vnukovi Václava Butty. Ti se zachovali velkoryse a část sbírky institucím věnovali nebo tam díla ponechali jako dlouhodobou zápůjčku.

## Sbírka rodiny Buttových
Těžištěm sbírky byla díla evropského malířství, zejména nizozemské školy 16. a 17. století (Lucas Gassel, Pieter Brueghel ml., Salomon van Ruysdael, Jan Fyt, Joos de Momper), dále Jan Kupecký nebo pozdně gotické české deskové malby. Poradcem při budování Buttovy sbírky 19. století a soudobých malířů byl Antonín Matějček, který mu dedikoval i výbor svých textů a přednášek z let 1931–1947. Butta získal díla Augusta Piepenhagena (8 obrazů), Rudolfa von Alt nebo Adolfa Kosárka. Z moderních malířů měl kolekci osmi děl Jana Zrzavého (Přítelkyně, Antikrist, Dáma pod závojem, Vdova), 5 obrazů Otakara Kubína a dále díla Maxe Švabinského, Václava Špály, Rudolfa Kremličky nebo Emila Filly, ze zahraničních díla Paula Signaca, Diaze, Bergereta.
Nejcennějším dílem ve sbírce byl obraz Žně Jacopa Bassana, který po konfiskaci převzala Národní galerie a do své pracovny si ho zapůjčil Jaromír Neumann. Rámování děl starých mistrů Butta zadával pražské nebo vídeňské firmě Františka Kračka, který měl původně dílnu v Mnichově a později ve Vídni a rámoval pro Alte Pinakotek a Kunsthistorisches Museum.